# Christian Dirksen
Christian Jakob Daniel Dirksen (født 30. juni 1949 i Kitunda, Tanganyika (nu Tanzania) er en dansk pensioneret officer i Flyvevåbnet.
Han er søn af afrikamissionær og senere sognepræst Daniel Rasmus Jakob Dirksen og jordemoder Ellen Margrete Dirksen. Han har gjort tjeneste i Forsvaret siden 1969, hvor han efter sergentudnævnelse i 1970 tjente som raketbefalingsmand og senere Launching Control Officer ved NIKE Eskadrille 531 i Gunderød. Efter A-officersuddannelsen ved Flyvevåbnets Officersskole mellem 1972 og 1976 var han leder af operationsdelingen og herefter næstkommanderende ved NIKE Eskadrille 534 i Tune. I 1981 gennemgik han stabskursus ved Forsvarsakademiet på Østerbrogades Kaserne, efterfulgt af en periode som operationsofficer ved Luftværnsgruppens Stab på Flyvestation Skalstrup. I 1983 gennemgik han Forsvarets Grundlæggende Programmørkursus i Jonstruplejren efterfulgt i 1984 af HAWK Programmørkursus ved NATO Programming Centre (NPC) i Glons, Belgien. Mellem sommeren 1984 og 1985 gennemførte han generalstabskursus ved Forsvarsakademiet og blev i forlængelse heraf beordret til tjeneste som chef for Test and Documentation Section ved NPC for en periode af fem år. Han var chef for HAWK Eskadrille 544 ved Svælgsgård nær Tune i perioden 1990-91, hvorefter han i to år gjorde tjeneste i Forsvarsministeriet, 1. Kontor, med ansvar for en række opgaver, herunder som sekretær for Styringsgruppen vedrørende tilpasning af Flyvevåbnets Struktur samt koordinator for Nordiske Forsvarsministermøder. Han var samtidig ansvarlig for relationerne til FN og forsvarets opbygning af bidrag til internationale militære operationer i en periode, hvor dansk sikkerhedspolitik foretog en betydelig omlægning fra den kolde krigs beredskabsorienterede alliancesamarbejde til indsættelse af egentlige danske militære bidrag på den internationale arena. Efter udnævnelse til oberstløjtnant fortsatte han i 3½ år som chef for Planlægningssektionen i Forsvarskommandoen, Vedbæk, med ansvar for tilrettelæggelse og koordinering af Forsvarsaftaler samt for Forsvarets overordnede seksårsplanlægning. Mellem 1996 og 1998 var han chef for Operationsafdelingen i Luftværnsgruppen hhv. chef for HAWK Afdeling Øst og herunder chef for dansk HAWK bidrag til NATOs Hurtige Reaktionsstyrke. Fra 1998 var han chef for Våbenteknisk Afdeling i Flyvematerielkommanden på Flyvestation Værløse, med ansvar for anskaffelse og drift af en række våbensystemer til flyvevåbnet. Han opnåede i 2001 rang af oberst og chef for Driftsdivisionen i Flyvertaktisk Kommando, Karup. Fra 2004 blev han Forsvarsattaché i Paris, fra 2006 også sideakkrediteret som Forsvarsattaché i Madrid og fra 2007 tillige sideakkrediteret som Forsvarsattaché i Haag. Han blev pensioneret i sommeren 2009 efter næsten 40 år i Forsvaret.
Han er forfatter til lærebogen Vidensdeling i Forsvaret, fantasyromanen I Dragens Øje samt fem romaner i Bjørnebandeserien med titlerne ID – lånt identitet, Faren, Hovedløst, Troløs samt Kvit. Omkring 2013-14 har han været forlægger på Forlaget Genspejling og har også udgivet dokumentarkrimien DBC-sagen om Dansk BiblioteksCenters uprofessionelle håndtering af danske forfatteres adgang til danske biblioteker.
Han er Kommandør af første grad af Dannebrogordenen samt tildelt Hæderstegnet for god tjeneste ved Flyvevåbnet. Han er desuden officer af den franske ridderorden Ordre National du Mérite og er tildelt den nederlandske Nijmegen Medalje.